# Isabel la Católica (métro de Mexico)
Isabel la Católica (en français : Isabelle la Catholique) est une station de la Ligne 1 du métro de Mexico, située au centre de Mexico, dans la délégation Cuauhtémoc.

## La station
La station ouverte en 1969, est nommée d'après sa position à l'angle des avenues Isabelle la Catholique et José María Izazaga. Isabelle de Castille finança le voyage de Christophe Colomb pour trouver un itinéraire plus court vers les Indes, qui aboutit à la découverte de l'Amérique. Son symbole est une caravelle comme celles de Christophe Colomb.
Après des travaux de rénovation qui ont duré de 2022 à 2023, la gare a été rouverte le 22 octobre de la même année.